# فينتون (تكساس)
فينتون (بالإنجليزية: Vinton, Texas)‏ هي قرية (الولايات المتحدة الأمريكية) تقع في الولايات المتحدة في مقاطعة إل باسو (تكساس). يقدر عدد سكانها بـ 1,971 نسمة ومساحتها 6.3 كم2 وترتفع عن سطح البحر 1,157 متر.

## التركيبة السكانية
حدّد مكتب تعداد الولايات المتحدة بيانات التركيبة السكانية لفينتون في تعداد الولايات المتحدة. في ما يلي، التركيبة السكانية حسب تعدادي 2000 و2010.

### تعداد عام 2000
بلغ عدد سكان فينتون 1,892 نسمة بحسب تعداد عام 2000، وبلغ عدد الأسر 496 أسرة وعدد العائلات 431 عائلة مقيمة في القرية. في حين سجلت الكثافة السكانية 266.5 نسمة لكل كيلومتر مربع (690.2/ميل2). وبلغ عدد الوحدات السكنية 520 وحدة بمتوسط كثافة قدره 73.2 لكل كيلومتر مربع (189.6/ميل2).
وتوزع التركيب العرقي للقرية بنسبة 80.44% من البيض و1% من الأمريكيين الأفارقة و0.16% من الأمريكيين الأصليين و0.11% من الأمريكيين ذوي الأصول الآسيوية و15.59% من الأعراق الأخرى و2.70% من عرقين مختلطين أو أكثر و93.60% من الهسبانيون أو اللاتينيون من أي عرق.
بلغ عدد الأسر 496 أسرة كانت نسبة 71.6% منها لديها أطفال تحت سن الثامنة عشر تعيش معهم، وبلغت نسبة الأزواج القاطنين مع بعضهم البعض 66.7% من أصل المجموع الكلي للأسر، ونسبة 13.9% من الأسر كان لديها معيلات من الإناث دون وجود شريك،  بينما كانت نسبة 6.2% من الأسر لديها معيلون من الذكور دون وجود شريكة وكانت نسبة 13.1% من غير العائلات. تألفت نسبة 11.9% من أصل جميع الأسر من عدة أفراد يعيشون في نفس المنزل ونسبة 4% كانت تتألف من شخص يعيش بمفرده يبلغ من العمر 65 عاماً أو أكثر. وبلغ متوسط حجم الأسرة المعيشية 3.81، أما متوسط حجم العائلات فبلغ 4.13.
بلغ العمر الوسطي للسكان 22.7 عاماً. وكانت نسبة 43% من القاطنين تحت سن الثامنة عشر، وكانت نسبة 9.8% بين الثامنة عشر والرابعة والعشرين عاماً، ونسبة 31.5% كانت واقعةً في الفئة العمرية ما بين الخامسة والعشرين والرابعة والأربعين عاماً، ونسبة 12.7% كانت ما بين الخامسة والأربعين والرابعة والستين، ونسبة 3% كانت ضمن فئة الخامسة والستين عاماً فما فوق. يوجد لكل 100 أنثى 101.9 ذكر، ويوجد لكل 100 أنثى في الثامنة عشر من عمرها فما فوق 95.8 ذكر.
بلغ متوسط دخل الأسرة في القرية 26,779 دولارًا، أما متوسط دخل العائلة فبلغ 27,240 دولارًا. وكان متوسط دخل الذكور 22,955 دولارًا مقابل 14,777 دولارًا للإناث. وسجل دخل الفرد الخاص بالقرية 9,974 دولارًا. وكانت نسبة 25.2% من العائلات ونسبة 30.4% من السكان تحت خط الفقر، وكان من هؤلاء نسبة 31.6% تحت سن الثامنة عشر ونسبة 32.8% في الخامسة والستين من العمر وما فوق.

### تعداد عام 2010
بلغ عدد سكان فينتون 1,971 نسمة بحسب تعداد عام 2010، وبلغ عدد الأسر 536 أسرة وعدد العائلات 456 عائلة مقيمة في القرية. في حين سجلت الكثافة السكانية 277.6 نسمة لكل كيلومتر مربع (719.0/ميل2). وبلغ عدد الوحدات السكنية 555 وحدة بمتوسط كثافة قدره 78.2 لكل كيلومتر مربع (202.5/ميل2).
وتوزع التركيب العرقي للقرية بنسبة 86.35% من البيض و0.61% من الأمريكيين الأفارقة و0.05% من الأمريكيين الأصليين و0.10% من الأمريكيين ذوي الأصول الآسيوية و11.21% من الأعراق الأخرى و1.67% من عرقين مختلطين أو أكثر و94.42% من الهسبانيون أو اللاتينيون من أي عرق.
بلغ عدد الأسر 536 أسرة كانت نسبة 59.1% منها لديها أطفال تحت سن الثامنة عشر تعيش معهم، وبلغت نسبة الأزواج القاطنين مع بعضهم البعض 62.9% من أصل المجموع الكلي للأسر، ونسبة 15.9% من الأسر كان لديها معيلات من الإناث دون وجود شريك،  بينما كانت نسبة 6.3% من الأسر لديها معيلون من الذكور دون وجود شريكة وكانت نسبة 14.9% من غير العائلات. تألفت نسبة 12.5% من أصل جميع الأسر من عدة أفراد يعيشون في نفس المنزل ونسبة 3.2% كانت تتألف من شخص يعيش بمفرده يبلغ من العمر 65 عاماً أو أكثر. وبلغ متوسط حجم الأسرة المعيشية 3.68، أما متوسط حجم العائلات فبلغ 4.05.
بلغ العمر الوسطي للسكان 27.4 عاماً. وكانت نسبة 33.9% من القاطنين تحت سن الثامنة عشر، وكانت نسبة 12.5% بين الثامنة عشر والرابعة والعشرين عاماً، ونسبة 26% كانت واقعةً في الفئة العمرية ما بين الخامسة والعشرين والرابعة والأربعين عاماً، ونسبة 21.5% كانت ما بين الخامسة والأربعين والرابعة والستين، ونسبة 6.1% كانت ضمن فئة الخامسة والستين عاماً فما فوق. وتوزع التركيب الجنسي للسكان بنسبة 50.6% ذكور و49.4% إناث.